# Волосянко, Николай Николаевич
Никола́й Никола́евич Волося́нко (укр. Микола Миколайович Волосянко; 13 марта 1972, Ивано-Франковск — 6 июня 2012, Киев) — украинский футболист, защитник.

## Карьера

### Карьера в клубах
Играл за «Прикарпатье» (Ивано-Франковск), СКА (Киев), «Динамо» (Киев), «Арсенал» (Киев), «Черноморец» (Одесса), «Волынь» (Луцк), «Борисфен» (Борисполь).

### Карьера в сборной
Единственный матч за сборную Украины сыграл 13 августа 1996 года в Киеве, против сборной Литвы. Вышел на поле на 78-й минуте матча, заменив Сергея Леженцева.

### Тренерская карьера
После завершения карьеры игрока работал тренером, сначала в «Борисфене» (Борисполь), затем в ФК «Княжа».
Последним тренировал любительский ФК «Буча».

## Смерть
Умер 6 июня 2012 года от сердечной недостаточности. Похоронен в Ивано-Франковске.

## Достижения
- Чемпион Украины (2): 1997, 1998
- Обладатель Кубка Украины: 1998